# سانتا ریتا

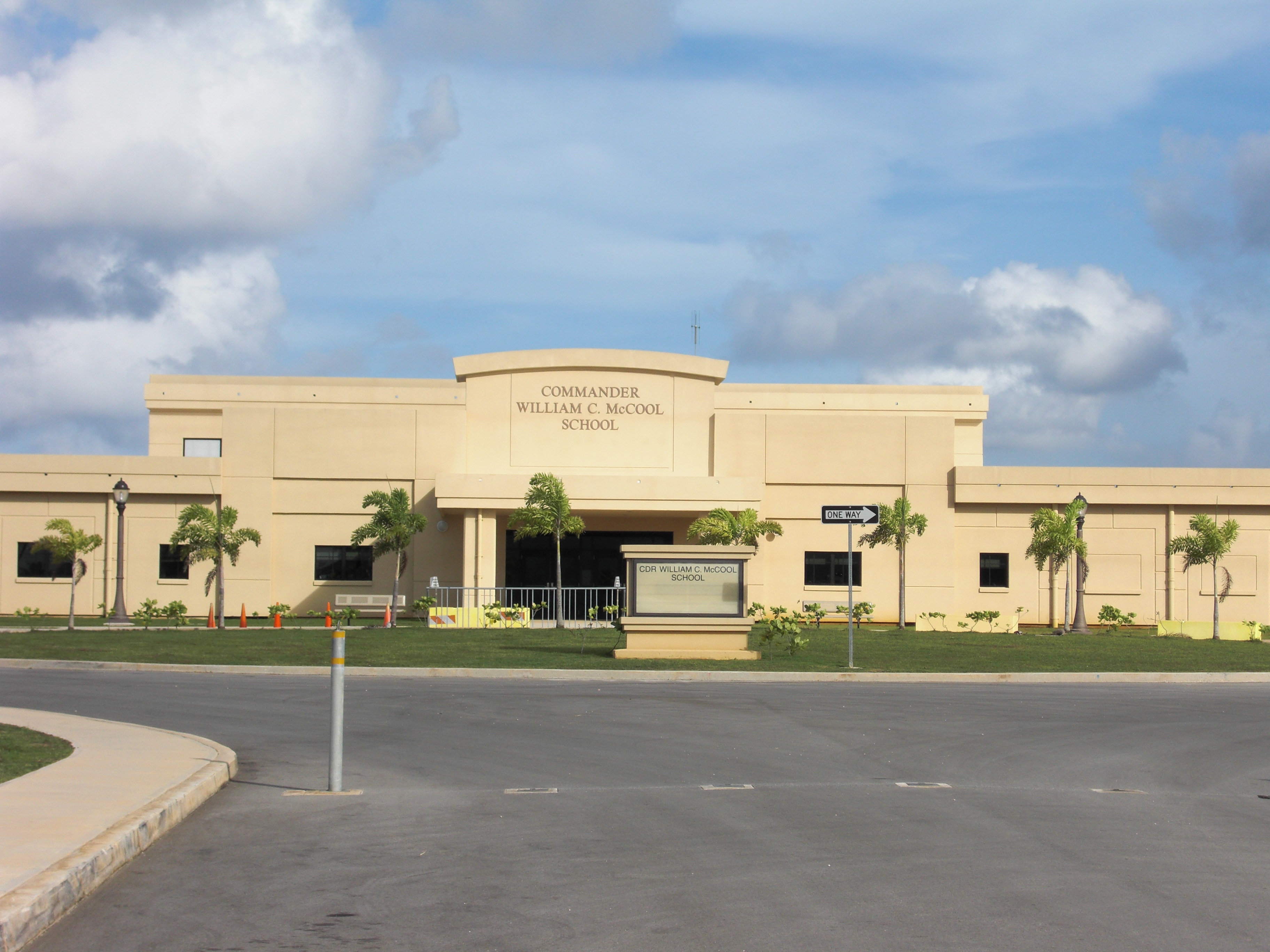
مدرسه‌ای در سانتا ریتا

سانتا ریتا (به انگلیسی: Santa Rita, Guam)  یک روستا در کشور گوآم است.

## خصوصیات
سانتا ریتا ۶٬۰۸۴ نفر جمعیت دارد.